# Brasserie de Bastogne
Brasserie de Bastogne is een Belgische brouwerij te Vaux-sur-Sûre in de provincie Luxemburg.

## Geschiedenis
De brouwerij werd opgericht in 2008 door Catherine en Philippe Minne (meesterbrouwer) en Philippe Meurisse en op 26 januari 2008 werd het eerste bier La Trouffette Blonde gelanceerd. Dit bier werd eerst in opdracht gebrouwen bij Brasserie Artisanale de Rulles. Het bier werd genoemd naar Trouffet, een folkloristisch dorpspersonage uit Bastenaken. Vanaf december 2008 beschikt de brouwerij over een eigen brouwinstallatie en werden er nog meer varianten van La Trouffette gebrouwen, waaronder de seizoenbieren Belle d'été en Givrée. In 2010 bedroeg de jaarproductie 210 hl. In juli 2011 werd Bastogne Pale Ale op de markt gebracht.
De brouwerij brouwt niet alleen de eigen bieren, maar ook voor andere brouwerijen of bierfirma's, waaronder de Poolse Browar Gzub. De eigen bieren zijn verkrijgbaar doorheen België en ook in het buitenland.
Door het succes werd de brouwerij te krap en besloten ze in 2018 voor een gloednieuwe installatie in Baillonville, in de regio Marche-en-Famenne. Dit was te ver van Bastenaken om de naam te behouden waardoor de brouwerij omgedoopt werd tot Brasserie Minne.

## Bieren
- La Trouffette Blonde, 6%
- La Trouffette Rousse, 7,5%
- La Trouffette Brune, 6,8%
- La Trouffette Belle d'été, goudblond, 6%
- La Trouffette Givrée, amber
- Bastogne Pale Ale, Belgian IPA, 6%